# Borgo metropolitano di Solihull
Solihull è un borgo metropolitano delle West Midlands, Inghilterra, Regno Unito, con sede nel centro urbano omonimo.
Il distretto fu creato con il Local Government Act 1972, il 1º aprile 1974 dalla fusione del precedente county borough di Solihull con il distretto rurale di Meriden.

## Località e parrocchie
- Balsall, Balsall Common, Barston, Bentley Heath, Berkswell, Bickenhill, Blossomfield
- Castle Bromwich, Catherine-de-Barnes, Chadwick End, Chelmsley Wood, Cheswick Green, Coleshill Heath
- Dickens Heath, Dorridge
- Elmdon, Elmdon Heath
- Fordbridge
- Hampton-in-Arden, Hockley Heath
- Kingshurst, Knowle
- Lyndon
- Marston Green, Meriden, Monkspath Street
- Olton
- Packwood
- Sharmans Cross, Shirley, Silhill, Smith's Wood, Solihull
- Temple Balsall, Tidbury Green
- Whitlock's End

Le parrocchie, che non coprono l'area del capoluogo, sono:
- Balsall
- Barston
- Berkswell
- Bickenhill
- Castle Bromwich
- Chelmsley Wood
- Fordbridge
- Hampton-in-Arden
- Hockley Heath
- Kingshurst
- Meriden
- Smith's Wood